# Абезь (посёлок)
А́безь — посёлок в городском округе Инта Республики Коми. Центр сельской администрации Интинского муниципального образования. Расположен на правом берегу реки Уса. Здесь в 1949 году было организовано лаготделение Минлага для инвалидов и нетрудоспособных политических заключённых.
Согласно ЖД атласу СССР 1988 г[какого?] — станция Уса (стр. 24, врезка).

## История
Посёлок основан в 1942 году как станция на железнодорожной ветке до Воркуты. В Ижемском диалекте языка Коми «абезь» — неряха, неряшливый. Первопоселенцем в этих местах был некий Абезь Миш (Неряшливый Михаил).
С 1942 по 1991 год имел статус посёлка городского типа.

## Абезьский лагерь
С 1932 года по 1959 годы существовал Абезьский лагерь, в котором находились в заключении и умерли многие известные деятели русской культуры. На окраине посёлка Абезь, за дренажной канавой, расположено кладбище Абезьского лагеря. По размеру — 3,75 га. Кладбище было признано мемориальным в 1999 году. 12 августа 1990 года перед входом на поселковое кладбище установлен памятник скорби «Пылающий крест», памяти литовских политзаключённых Абезьского лагеря (автор проекта скульптор И. Иодишюс).

## Население
| 1959 | 1970 | 1979 | 1989 | 2002 | 2010 |
| ---- | ---- | ---- | ---- | ---- | ---- |
| 3040 | ↘741 | ↗866 | ↗907 | ↘714 | ↘478 |